# Tõnis Lehtmets
Tõnis Lehtmets (* 22. Oktober 1937 in Rakvere) ist ein estnischer Schriftsteller.

## Leben
Tõnis Lehtmets machte 1956 Abitur in Rakvere und studierte von 1956 bis 1961 an der Universität Tartu estnische Philologie. Anschließend war er Tartu-Korrespondent einer Tallinner Zeitung und von 1963 bis 1972 Literaturredakteur bei der Tartuer Zeitung Edasi. Von 1974 bis 1985 war er bei der Tartuer Sektion des Estnischen Schriftstellerverbands angestellt.
Tõnis Lehtmets ist seit 1962 Mitglied des Estnischen Schriftstellerverbands und lebt in Tartu.

## Werk
Lehtmets’ Lyrik ist naturverbunden und konzentriert sich auf das Landleben, was die damalige Kritik lobend hervorhob. In seiner späteren Prosa beklagt der Autor häufig die Urbanisierung nach dem Zweiten Weltkrieg. Aufsehen erregte sein Roman Der düstere Urwald (1978), in dem die Jahre 1947 bis 1949 in einem estnischen Walddorf beschrieben wurden, als der Zweite Weltkrieg, von dem man in dem Dorf weitgehend verschont geblieben war, vorbei war, der „Nachkrieg aber noch viele Jahre in diesen Wäldern schwelte.“ Damit war der Partisanenkrieg der Waldbrüder gemeint, der in der damaligen Literaturkritik indes nicht beim Namen genannt werden durfte.

## Bibliografie
- Esimesed värsid („Erste Verse“). Tallinn: Eesti Riiklik Kirjastus 1960. 91 S.
- Tänavad ja tanumad. Luuletusi aastaist 1959-1961 („Straßen und Wege. Gedichte aus den Jahren 1959–1961“). Eesti Riiklik Kirjastus, Tallinn 1962. 96 S.
- Kodumurul. Luuletused („Auf dem heimischen Rasen. Gedichte“). Eesti Raamat, Tallinn 1966. 75 S.
- Kohtumine vanaema aias („Begegnung in Großmutters Garten“). Eesti Raamat, Tallinn 1966. 264 S.
- Pakane („Frost“). Eesti Raamat, Tallinn 1967. 87 S.
- Lõkkemõtted („Lagerfeuergedanken“). Eesti Raamat, Tallinn 1974. 86 S.
- Margapuuga mõõdetud maa. Jutustusi („Das mit der Balkenwaage vermessene Land. Erzählungen“). Eesti Raamat, Tallinn 1976. 127 S.
- Tume laas („Der düstere Urwald“). Eesti Raamat, Tallinn 1978. 212 S.
- Kompromiss. Sentimentaalse mehe mälestusi („Der Kompromiss. Erinnerungen eines sentimentalen Mannes“). Eesti Raamat, Tallinn 1982. 176 S.